# Verdrag van Kanghwa

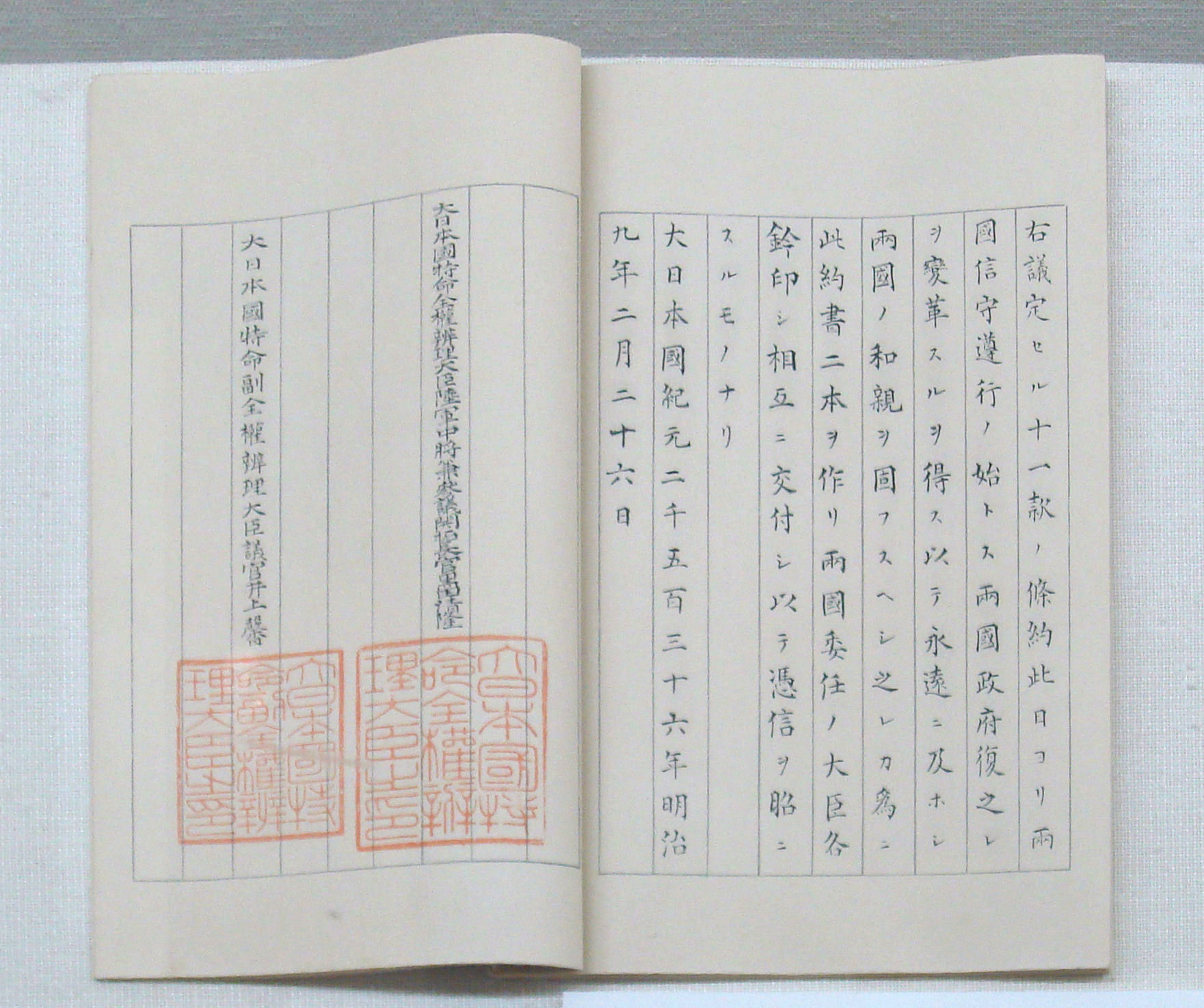
Het verdrag uit 1876

Het Verdrag van Kanghwa, ook wel bekend als het Japan-Korea verdrag van 1876, was een verdrag dat op 26 februari 1876 werd afgesloten tussen het Japanse Keizerrijk en het Koninkrijk Joseon. In het verdrag werd afgesproken dat drie Koreaanse havens open worden gesteld voor Japanse schepen. Het was een ongelijk verdrag, dat aan Korea werd opgedrongen door Japan. Het maakte een einde aan een lange periode waarin Korea nauwelijks toegankelijk was voor buitenlanders.

## Voorgeschiedenis
In januari 1864 stierf koning Cheoljong van Joseon, hij was 32 jaar oud en hij had geen erfgenaam. Hij werd opgevolgd door Gojong, hij was toen nog slechts een kind en 12 jaar oud. Zijn vader, regent Heungseon Daewongun, regeerde voor hem tot hij volwassen werd.
Voor de 19e eeuw hadden de Koreanen bijna uitsluitend diplomatieke betrekkingen met zijn  suzerein China en met buurland Japan. De buitenlandse handel was voornamelijk beperkt tot China op aangewezen locaties langs de grens tussen beide landen en met Japan via Busan. Medio 19e eeuw noemden westerlingen Korea het Kluizenaarsrijk. Daewongun was vastbesloten het traditionele isolationistische beleid van Korea voort te zetten en het koninkrijk te zuiveren van alle buitenlandse ideeën die de natie hadden geïnfiltreerd. Zijn beleid was mede ingegeven door de rampzalige opiumoorlogen in China met westerse landen.
In de eerste helft van de 19e eeuw bezochten westerse schepen Korea, maar dit leidde tot incidenten. De Koreanen hielden de schepen af waarbij geweld – aan beide zijden – niet werd geschuwd. Japanners hadden een bescheiden betere positie, zij konden al op kleine schaal handel drijven, maar mochten hun handelspost in het zuiden van Korea niet verlaten. Na de Meiji-restauratie informeerde een hoge Japanse handelaar in 1868 de Koreaanse autoriteiten over een nieuwe regering in Japan. In 1869 arriveerde een gezant van de Meiji-regering in Korea. Hij had een brief waarin werd verzocht om een missie van goede wil tussen de twee landen. Dit verzoek werd, voornamelijk op formele gronden, afgewezen.

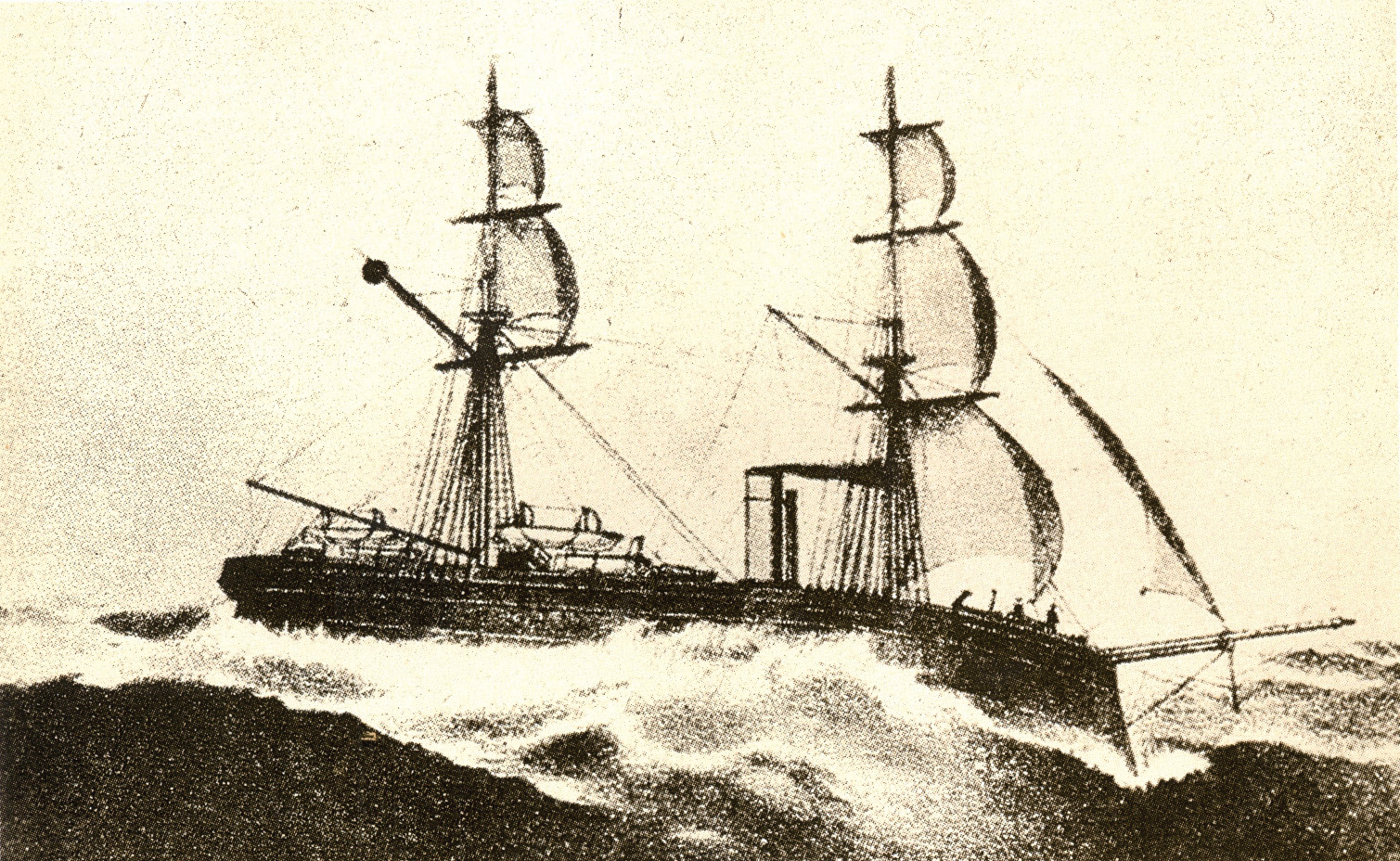
Japans marineschip Un'yō

Japan liet het er niet bij zitten. Op 20 september 1875 arriveerde het Japanse marineschip Un'yō bij de westkust van Korea. Het schip kwam aan bij Ganghwa, een eiland bij Seoel waar al diverse malen gewelddadige confrontaties waren geweest tussen de Koreanen en buitenlanders. Het Koreaanse garnizoen was alert en opende het vuur. De Un'yō was een modern schip en met zijn superieure bewapening werden de Koreaanse kanonnen vernietigd. De Japanners landden op het eiland, staken diverse huizen in brand en er volgde een schotenwisseling waarbij 35 Koreaanse soldaten sneuvelden. De Un'yo vertrok en viel nog een fort aan op het eiland Yeongjong alvorens naar Japan terug te varen. De militaire zwakte van Korea was aangetoond en op 26 februari 1876 tekenden beide landen het 'Japan Korea Verdrag van Vriendschap'.
Japan gebruikte kanonneerbootdiplomatie om Korea ertoe aan te zetten dit ongelijke verdrag te ondertekenen, net als Commodore Matthew Perry het in 1853 met Japan had gedaan. Volgens het verdrag kwam de speciale relatie tussen Joseon en China ten einde en drie Koreaanse havens werden geopend voor de handel met Japan. Het verdrag verleende verder het Japanse volk ook veel van dezelfde rechten in Korea die westerlingen in Japan genoten, waaronder extraterritorialiteit.

## Inhoud verdrag
Enkele belangrijke artikelen van het verdrag luiden:
- Artikel 1: Korea is een vrije natie, "een onafhankelijke staat die dezelfde soevereine rechten geniet als Japan".
- Artikel 2: Binnen 15 maanden zouden Japan en Korea gezanten uitwisselen en permanent diplomatieke missies in elk land onderhouden.
- Artikel 5: Naast de haven van Busan kreeg Japan toestemming twee of meer geschikte havens te selecteren voor de handel tussen beide landen. De havens Incheon, bij Seoul, en Wŏnsan, aan de Koreaanse oostkust, werden uitgekozen en in oktober 1877 voor de handel geopend.
- Artikel 6: Beide landen zegden hulp toe aan schepen die langs de kust van Korea of Japan waren gestrand of vergaan. Japanse schepen konden in geval van nood elke Koreaanse haven aandoen om reparaties te verrichten of proviand in te slaan.
- Artikel 7: Elke Japanse schipper kreeg het recht onderzoek en karteringsoperaties uit te voeren in de zeeën voor de kust van het Koreaanse schiereiland.
- Artikel 8: Japanse kooplieden kregen het recht om te verblijven, ongehinderde handel te drijven en het recht om grond en gebouwen te verkrijgen voor handelsdoeleinden in de open havens.
- Artikel 9: Garandeerde de vrijheid om zaken te doen zonder inmenging van de overheid en om handel te drijven zonder beperkingen of verboden.
- Artikel 10: Verleende Japan het recht op extraterritorialiteit. Het gaf Japanners vrijheid van vervolging in Koreaanse rechtbanken, dit impliceerde dat het rechtssysteem van Korea ofwel primitief, onrechtvaardig of beide was.

Het verdrag werd op 26 februari 1876 door beide partijen ondertekend en op 22 maart 1876 geratificeerd.

## Nasleep
Het verdrag was de eerste in een reeks van ongelijke verdragen met Japan. Met de ondertekening van dit verdrag werd Korea kwetsbaar voor de invloed van buitenlandse machten. Japan heeft stapsgewijs de invloed in Korea vergroot hetgeen leidde tot de annexatie van Korea in 1910.
Het verdrag leidde tot een scherpe stijging van de handel tussen beide landen. Tussen 1876-1882 was Japan het enige land met een verdrag dat buitenlandse handel toestond. Ondanks nieuwe handelsverdragen met andere landen was Japan veruit de belangrijkste handelspartner tussen 1876 en 1904. In deze drie decennia kwam ongeveer 80% van de import uit Japan en 90% van de Koreaanse export had als bestemming Japan. De importhandel bestond voornamelijk uit textiel en Korea exporteerde vooral rijst, bonen, goud en zilver.